# Listă de filme de comedie înainte de 1920
Aceasta este o listă de filme de comedie înainte de 1920.
| 1894                                   |                      |          |                            |  |
| Edison Kinetoscopic Record of a Sneeze | William K.L. Dickson | Fred Ott | Statele Unite ale Americii |  |
| 1895                                   |                      |          |                            |  |
| Robetta and Doretto                    |                      |          |                            |  |
| Watering the Gardener                  |                      |          |                            |  |
| 1896                                   |                      |          |                            |  |
| Interuppted Lover                      |                      |          |                            |  |
| 1897                                   |                      |          |                            |  |
| In a Chinese Laundry                   |                      |          |                            |  |
| The Milker's Mishap                    |                      |          |                            |  |
| New Pillow Fight                       |                      |          |                            |  |
| Young America                          |                      |          |                            |  |
| 1898                                   |                      |          |                            |  |
| The Inquisitive Girls                  |                      |          |                            |  |
| The Minister's Wooing                  |                      |          |                            |  |
| The Nearsighted School Teacher         |                      |          |                            |  |
| The Old Maid and the Burglar           |                      |          |                            |  |
| Little Willy and the Minister          |                      |          |                            |  |
| 1899                                   |                      |          |                            |  |
| Armor vs. Armour                       |                      |          |                            |  |
| An Exciting Finish                     |                      |          |                            |  |

### Anii 1900
1900
- Above the Limit
- The Burglar-Proof Bed
- I Had to Leave a Happy Home For You

1901
- A Joke on Grandma

1902
1903
- I Want My Dinner
- A Narrow Escape
- The Magical Tramp

1904
1905
- Everybody Works But Father
- The Little Train Robbery
- Raffles the Dog

1906
- Humorous Phases of Funny Faces
- Dr. Dippy's Sanitarium

1907
- College Chums

1908
- A Calamitcus Elapment
- The Painter's Revenge
- The Taming of the Shrew

1909
- Cohen at Corey Island
- The New Cop
- Tag Day

### Anii 1910
1910
- Davy Jones and Captain Bragg
- Making a Man of Him

1911
- Money to Burn

1912
- Making a Man of Her
- A Near-Tragedy
- The New Neighbor
- O'Brien's Busy Day

1913
- The New Pupil
- Nursey Favorites

1914
- Between Showers
- A Busy Day
- Kid Auto Races at Venice
- Making a Living
- The New Janitor
- Twenty Minutes of Love

1915
- Fatty's Tintype Tangle
- A Night in the Snow
- Ragtime Snap Shots
- The Tramp
- A Woman

1916
- Behind the Screen
- The Fireman
- The Floorwalker
- The Pawnshop
- The Vagabond

1917
- The Adventurer
- Back Stage
- Easy Street
- The Immigrant

1918
- The Cook
- Good-Night, Nurse!
- O, It's Great to Be Crazy

1919
- Back Stage
- The Garage
- The Hayseed
- Hoot, Moon!
- Short Hustling For Health